# 밤의 요정
"밤의 요정"은 1986년에 개봉한 대한민국의 영화이다.

## 캐스팅
- 최명길
- 이무정
- 김동현
- 박동룡
- 진봉진
- 송경철
- 성미진
- 오영화
- 유경애
- 길달호
- 남포동
- 민경숙
- 김인애